# Walt Disney Animation Studios
Walt Disney Animation Studios (voorheen Walt Disney Feature Animation) is de centrale animatiedivisie binnen Walt Disney Studio Entertainment, die verantwoordelijk is voor de productie van de wereldberoemde tekenfilms. De divisie bestaat sinds 1934, eerst als onderdeel van Walt Disney Productions, maar na de reorganisatie van het concern in 1986 kwam ze als een los onderdeel binnen het mediaconglomeraat te staan. De films worden gedistribueerd door Walt Disney Pictures. 
Het onderdeel heeft sinds 1994 een hoofdkantoor (Sorcerers Hat Building) tegenover het hoofdkantoor van het moederbedrijf in Burbank, Californië, maar de bouw aan een nieuwe faciliteit in Glendale, naast Walt Disney Imagineering is al begonnen.
Roy Edward Disney leidde de animatiedivisie van 1985 tot 2003, toen hij na een voortslepende ruzie met Michael Eisner het bedrijf verliet. Sindsdien heeft het onderdeel geen bestuursvoorzitter meer gehad, hoewel dat geen storende factor voor de organisatie was aangezien de meeste echte beslissingen genomen werden door de president van WDFA. 
Sinds 2006 is het een zustermaatschappij van Pixar Animation Studios. Medio 2006 nam Pixar-president Ed Catmull ook de leiding over van Walt Disney Feature Animation na de Disney-Pixar-fusie. Kort daarna werd de animatiestudio hernoemd naar Walt Disney Animation Studios, naar voorbeeld van Pixars naamgeving.

## Speelfilms
Hieronder een lijst met alle animatiefilms die door de Disney Animation Studios werden gemaakt. de films staan ook bekend als Disney Classics en elke film heeft een nummer die toegewezen is die een chronologische volgorde aangeeft waarin elke film is gemaakt.
- 1. Sneeuwwitje en de Zeven Dwergen (1937)
- 2. Pinokkio (1940)
- 3. Fantasia (1940)
- 4. Dombo (1941)
- 5. Bambi (1942)
- 6. Saludos Amigos (1943)
- 7. De Drie Caballeros (1944)
- 8. Make Mine Music (1946)
- 9. Vrij en Vrolijk (1947)
- 10. Melody Time (1948)
- 11. De Avonturen van Ichabod en meneer Pad (1949)
- 12. Assepoester (1950)
- 13. Alice in Wonderland (1951)
- 14. Peter Pan (1953)
- 15. Lady en de Vagebond (1955)
- 16. Doornroosje (1959)
- 17. 101 Dalmatiërs (1961)
- 18. Merlijn de Tovenaar (1963)
- 19. Jungle Boek (1967)
- 20. De Aristokatten (1970)
- 21. Robin Hood (1973)
- 22. Het Grote Verhaal van Winnie de Poeh (1977)
- 23. De Reddertjes (1977)
- 24. Frank en Frey (1981)
- 25. Taran en de Toverketel (1985)
- 26. De Speurneuzen (1986)
- 27. Oliver & Co. (1988)
- 28. De Kleine Zeemeermin (1989)
- 29. De Reddertjes in Kangoeroeland (1990)
- 30. Belle en het Beest (1991)
- 31. Aladdin (1992)
- 32. De Leeuwenkoning (1994)

- 33. Pocahontas (1995)
- 34. De Klokkenluider van de Notre Dame (1996)
- 35. Hercules (1997)
- 36. Mulan (1998)
- 37. Tarzan (1999)
- 38. Fantasia 2000 (1999)
- 39. Dinosaur (2000)
- 40. Keizer Kuzco (2000)
- 41. Atlantis: De verzonken stad (2001)
- 42. Lilo & Stitch (2002)
- 43. Piratenplaneet: De Schat van Kapitein Flint (2002)
- 44. Brother Bear (2003)
- 45. Paniek op de Prairie (2004)
- 46. Chicken Little (2005)
- 47. Meet the Robinsons (2007)
- 48. Bolt (2008)
- 49. De Prinses en de Kikker (2009)
- 50. Rapunzel (2010)
- 51. Winnie de Poeh (2011)
- 52. Wreck-it Ralph (2012)
- 53. Frozen (2013)
- 54. Big Hero 6 (2014)
- 55. Zootropolis (2016)
- 56. Vaiana (2016)
- 57. Ralph Breaks the Internet (2018)
- 58. Frozen 2 (2019)
- 59. Raya en de Laatste Draak (2021)
- 60. Encanto (2021)
- 61. Strange World (2022)
- 62. Wish (2023)
- 63. Vaiana 2 (2024)
- 64. Zootropolis 2 (veschijnt in 2025)

## Tijdvakken
De Disney animatiefilms worden door fans en kenners vaak ingedeeld naar verschillende tijdvakken. Deze zijn:
- The golden era: de periode van 1937 tot 1942, waarin de eerste vijf lange animatiefilms werden gemaakt, waarin veel werd geëxperimenteerd en Disney animatie naar een hoger niveau bracht dan tot dan toe gezien.
Lange animatiefilms: Sneeuwwitje en de Zeven Dwergen, Pinokkio, Fantasia, Dombo en Bambi
- The wartime era: de periode van 1942 tot 1949, waarin Disney, naast propagandafilms, vooral package films uitbracht, die goedkoper te produceren waren.
Lange animatiefilms: Saludos Amigos, De Drie Caballeros, Make Mine Music, Vrij en Vrolijk en De Avonturen van Ichabod en meneer Pad
- The silver era: de periode van 1959 tot 1967, waarin Disney terugkeerde naar de narratieve stijl van de eerste films.
Lange animatiefilms: Assepoester, Alice in Wonderland, Peter Pan, Lady en de Vagebond, Doornroosje, 101 Dalmatiërs, Merlijn de Tovenaar en Jungle Boek
- The bronze era: de periode van 1970 tot 1977, de eerste jaren na het overlijden van Walt Disney, waarin de studio ideeën uitwerkte die al waren goedgekeurd door Walt Disney.
Lange animatiefilms: De Aristokatten, Robin Hood, Het Grote Verhaal van Winnie de Poeh en De Reddertjes
- The dark ages: de periode van 1981 tot 1988, waarin de Disney studio niet meer het artistieke niveau van de eerdere animatiefilms bereikte en vrijwel iedere film tot een financieel verlies leidde.
Lange animatiefilms: Frank en Frey, Taran en de Toverketel, De Speurneuzen en Oliver & Co.
- The renaissance era: de periode van 1989 tot 1999, waarin de studio opnieuw opleefde door films met verhalen die verteld worden in musical stijl.
Lange animatiefilms: De Kleine Zeemeermin, De Reddertjes in Kangoeroeland, Belle en het Beest, Aladdin, De Leeuwenkoning, Pocahontas, De Klokkenluider van de Notre Dame, Hercules, Mulan en Tarzan
- The experimental era: de periode van 1999 tot 2008, waarin de studio zich opnieuw probeerde uit te vinden met nieuwe vertelstijlen en digitale technieken.
Lange animatiefilms: Fantasia 2000, Dinosaur, Keizer Kuzco, Atlantis: De verzonken stad, Lilo & Stitch, Piratenplaneet: De Schat van Kapitein Flint, Brother Bear, Paniek op de Prairie, Chicken Little, Meet the Robinsons en Bolt
- The revival era: de periode van 2009 tot heden, waarin de studio haar eerdere vorm heeft teruggevonden, maar daarbij (behalve bij De Prinses en de Kikker en Winnie de Poeh) vooral digitale technieken gebruikt.
Lange animatiefilms: De Prinses en de Kikker, Rapunzel, Winnie de Poeh, Wreck-it Ralph, Frozen, Big Hero 6, Zootropolis, Vaiana, Ralph Breaks the Internet, Frozen 2, Raya en de Laatste Draak, Encanto, Strange World, Wish en Vaiana 2